# Granja de Moreruela
Granja de Moreruela település Spanyolországban,  Zamora tartományban. Granja de Moreruela Moreruela de Tábara, Bretó, Santovenia, Villarrín de Campos, Manganeses de la Lampreana és San Cebrián de Castro községekkel határos. Lakosainak száma 250 fő (2024).

## Népesség
A település népessége az utóbbi években az alábbiak szerint változott:
| Lakosok száma | 372  | 337  | 323  | 302  | 302  | 271  | 280  | 277  | 259  | 250  |
|               | 2001 | 2004 | 2007 | 2009 | 2012 | 2014 | 2017 | 2019 | 2022 | 2024 |